# 无定形体

玻璃態二氧化矽(SiO_{2})的結構，呈現無定形體

無定形體，或稱非晶體、非晶形固體，是其中的原子不按照一定空間順序排列的固體，與晶體相對應。常見的無定形體包括玻璃和很多高分子化合物如聚苯乙烯等。只要冷卻速度足夠快，任何液體都會過冷，生成無定形體。其中，原子尚未排好在熱力學上有利的晶態中的晶格或骨架即便已失去運動速度，但仍保留有液態時原子的大致分佈。
由於熵的緣故，即使冷卻速度很慢，很多聚合物仍會生成無定形體。

## 外部連結
- Vogel-Tammann-Fulcher方程参数
- 玻璃 （页面存档备份，存于）